# Neostapfiella chloridiantha
Neostapfiella chloridiantha är en gräsart som beskrevs av Aimée Antoinette Camus. Neostapfiella chloridiantha ingår i släktet Neostapfiella och familjen gräs. Inga underarter finns listade i Catalogue of Life.